# بونتون (نیوجرسی)
بونتون (به انگلیسی: Boonton) شهری در ایالت نیوجرسی کشور ایالات متحده آمریکا است که جمعیت آن در سرشماری سال ۲۰۱۰ میلادی، ۸٬۳۴۷ نفر بوده‌است.